# Joaquín Losada
Joaquín Losada (Posadas, 25 de octubre de 1971) es un político argentino, que ocupó el cargo de intendente de Posadas, en la provincia de Misiones desde el 10 de diciembre de 2015 hasta 2019. Al momento de ser elegido, era Ministro de Desarrollo Social de la provincia de Misiones.

## Biografía
Nació en Posadas, hijo del senador radical Mario Losada. creció en el Barrio Centenario. Casado María del Mar Sanmartín con quién tuvo dos hijos. 
Militó en la Juventud Radical, alcanzando puestos partidarios, como delegado de la provincia de Misiones y presidente del Comité Nacional de la Juventud Radical en la década de 1990.
Entre 2001 y 2003 se desempeñó como director de la Subsecretaría Parlamentaria del Senado de la Nación Argentina. Se sumó al Frente Renovador de la Concordia Social, cuyo principal referente es Carlos Rovira, donde confluyen radicales y peronistas, además de otros espacios. En 2005 fue elegido Concejal de Posadas. Fue designado como director de Multimedios SAPEM, la coordinadora de los medios públicos de la provincia de Misiones. Por otro lado, también fue designado Vicepresidente del Instituto de Previsión Social (IPS).
En 2011 fue designado Ministro de Desarrollo Social de la provincia por el gobernador Maurice Closs. Se postuló a Intendente de Posadas en 2007, 2011, 2015 y 2019, siendo electo en la tercera ocasión.